# Tirymynach
Tirymynach est une communauté du Ceredigion, au pays de Galles.

## Géographie
La communauté est située dans le nord du Ceredigion, juste au nord de la ville d'Aberystwyth, sur le littoral de la baie de Cardigan, et comprend les villages et hameaux de Bow Street (en), Clarach (cy), Dole (en), Llangorwen (en) et Pen-y-garn (en).

## Démographie
Au recensement de 2011, la communauté de Tirymynach comptait 1 901 habitants.